# Niks voor niks
Niks voor niks is een lied van de Nederlandse rapper Jordymone9 in samenwerking met de Nederlandse rapper Hef. Het werd in 2021 als single uitgebracht en stond in hetzelfde jaar als achtste track op het album Echte werkers van Jordymone9.

## Achtergrond
Niks voor niks is geschreven door Jordy Linton Samuel, Julliard Frans en Marlon van der Hout en geproduceerd door Chievva. Het is een nummer dat past in de genres nederhop en trap. In het lied rappen de artiesten over  hoe het leven van Jordymone9 is gelopen. Er wordt eerder gerapt over Jordy als negenjarig jongetje en de moeilijkheden die hij toen had en vervolgens over de rapper als twintigjarige waarin hij dankzij zijn rap carrière en andere straatzaken nu een succesvol persoon is. Het is de eerste keer dat de artiesten samen een hit hebben; voor Jordymone9 is het anno 2023 de enige hit uit zijn carrière.

## Hitnoteringen
De artiesten hadden bescheiden succes met het lied in Nederland. Het piekte op de 68e plaats van de Single Top 100 in de drie weken dat het in deze hitlijst te vinden was. De Top 40 en haar Tipparade werden niet bereikt.